# Temnopteryx phalerata
Temnopteryx phalerata är en kackerlacksart som först beskrevs av Henri Saussure 1864.  Temnopteryx phalerata ingår i släktet Temnopteryx och familjen småkackerlackor. Inga underarter finns listade i Catalogue of Life.